# Kara DioGuardi
Kara Elizabeth DioGuardi (født 9. december 1970 i Ossining, New York, USA) er en amerikansk sangskriver, pladeproducer og sanger af albansk og italiensk afstamning.
Hun skriver popmusik og har skrevet sange for Celine Dion, Hilary Duff, Kelly Clarkson, Carrie Underwood, Anastacia, Enrique Iglesias, Backstreet Boys, Ashlee Simpson, Gwen Stefani, Pussycat Dolls, Ashley Tisdale, Christina Aguilera, Britney Spears og mange flere. 
Frem til 2009 har hun bidraget til 39 musikalbum som har vært på Billboard Top 200 albumlisten i USA. Hun har hovedsagelig skrevet for amerikanske kvindelige artister inden for pop-genren. I 2000 skrev hun sangen «Spinning Around» for Kylie Minogue sammen med Paula Abdul, som hun er dommer sammen med i den ottende sæson af American Idol. Sangen kom på førstepladsen i Storbritannien.
I 2008 blev hun executive vice president for talentudvikling ved Warner Bros. Records og har indgået aftale med artister som Jason Derülo og Iyaz.
Kara DioGuardi har også sit eget band sammen med Dave Stewart som hedder Platinum Weird.
Hun er beslægtet med TV-veteranen Regis Philbin, opført i Guinness Rekordbog for flest antal timer på TV. Hun giftede sig den 5. juli 2009 med Mike McCuddy i Maine, New England.